# Keiichi Zaizen
Keiichi Zaizen (født 17. juni 1968) er en tidligere japansk fodboldspiller og træner.
Han har spillet for flere forskellige klubber i sin karriere, herunder Yokohama Marinos, Kashiwa Reysol og Consadole Sapporo.
Han har tidligere trænet Consadole Sapporo.